# Palácio Salvo
O Palácio Salvo (em espanhol: Palacio Salvo) é um edifício em Montevidéu, Uruguai, desenhado pelo arquiteto italiano Mario Palanti, um imigrante italiano que vivia em Buenos Aires, e inaugurado no ano de 1928. Com os seus 95 metros e 27 pisos, foi a torre mais alta da América do Sul por vários anos.
Localiza-se na esquina da Avenida 18 de Julio com a Plaza Independencia. Eleva-se no mesmo sítio onde anteriormente se erguia a Confeitaria La Giralda, lugar onde Gerardo Matos Rodríguez apresentou o tango uruguaio mais famoso e difundido do mundo, La Cumparsita. De estilo ecléctico (duvidoso e muito criticado por muitos arquitectos da sua época) e silhueta característica, converteu-se num edifício emblemático da cidade, recordando os anos de prosperidade das primeiras décadas do século XX.
Em Buenos Aires, na Avenida de Maio, o mesmo arquiteto construiu o Palacio Barolo, um edifício considerado gêmeo do Palácio Salvo por seguir o mesmo estilo arquitetônico.